# Andréi Fiódorov
Andréi Aleksándrovich Fiódorov (1909 - 1987) fue un botánico, geobotánico, y taxónomo ruso.

## Algunas publicaciones
- 1952. История высокогорной флоры Кавказа в четвертичное время (Historia de la flora alpina del Cáucaso en el Cuaternario) // Материалы по четвертичному периоду СССР (Materiales del periodo del Cuaternario de la URSS): colección Moscú 3

- 1954, con Moïsseï Kirpichnikov. Справочное пособие по систематике высших растений (Texto de taxonomía de plantas superiores): vol. I: Сокращения, условные обозначения, географические названия ( Abreviaciones, símbolos, toponimia) / editó B. K. Schischkin; Instituto Botánico. Academia de Ciencias Komarov. - Leningrado: Publ. de la Academia Soviética de Ciencias. 110 pp.

- 1958. O флористических связях Восточной Азии с Кавказом (Sobre los vínculos florísticos entre Asia Oriental y el Cáucaso) // Материалы по истории флоры и растительности СССР (Materiales sobre la historia de la flora y vegetación en la URSS) Moscú-Leningrado, Т. 3

- 1960. Диптерокарповый экваториальный влажнотропический лес Цейлона (La selva tropical lluviosa de Dipterocarpaceae en Ceilán) // Тр. Моск. общества испытателей природы. Отдел биологический. (Proc. de la Sociedad de Naturalistas de Moscú, Dep. de Biología) T. 3

- 1966. The structure of the tropical rain forest and speciation in the humid tropics. J. of Ecology 54: 1-11

- 1969. Chromosome numbers of flowering plants. Instituto Botánico Komarov, Academia de Ciencias de la Unión Soviética, Leningrado (Rusia).

### Libros
- 2000. Flora of Russia: v. 3: The European Part and Bordering Regions: vol. 3. Ed. Taylor & Francis. 370 pp. ISBN 90-5410-753-7
- 2001a. Flora of Russia: v. 4: The European Part and Bordering Regions: vol. 4. Ed. Taylor & Francis. 532 pp. ISBN 90-5410-754-5
- 2001b. Flora of Russia: v. 5: The European Part and Bordering Regions: vol. 5. Ed. CRC Press. 532 pp. ISBN 90-5410-755-3
- 2002a. Flora of Russia: The European Part and Bordering Regions 6. Ed. Taylor & Francis. 992 pp. ISBN 90-5410-756-1
- 2002. Flora of Russia: The European Part and Bordering Regions vol. 7. Ed. Taylor & Francis. 320 pp. ISBN 90-5410-757-X
- 2003. Flora of Russia: Vol. 8: The European Part and Bordering Regions: vol. 8. Ed. Taylor & Francis. 704 pp. ISBN 90-5410-758-8

- La abreviatura «Fed.» se emplea para indicar a Andréi Fiódorov como autoridad en la descripción y clasificación científica de los vegetales.[1]